# Crying in the Chapel
«Crying in the Chapel» — песня. Написана была Арти Гленном для исполнения своим сыном Дарреллом Гленном. Даррелл записал её в 1953 году в сопровождении группы Rhythm Riders, которой руководил его отец. Однако музыкальные издательства Hill and Range Songs и Acuff-Rose Music песню публиковать отказались. В итоге она была опубликована издательством Valley Publishers, которое также издало и сингл с этой песней в исполнении Даррелла Гленна. Сингл сначала стал локальным хитом, а потом стал популярен по всей стране.  (Сингл вышел в мае 1953 года, каталоговый номер Valley Records #105.).
Песню стали перепевать другие исполнители, она стала одной из самой записываемых песен в США в 1953 году. Оригинальная версия Даррелла Гленна достигла 1 места в чарте американского музыкального журнала Cash Box (где ей в зачёт шли все синглы всех перепевших песню артистов) и 6 места в поп-чарте «Билборде» (предшественнике современного чарта Billboard Hot 100). Кроме того, в том же «Билборде» в жанровом чарте песен в стиле кантри энд вестерн версия Даррелла Гленна достигла 4 места. Другие версии тоже попали в «Билборде» в чарты. В поп-чарте версия Рекса Аллена достигла 6 места, версия Эллы Фитцджеральд — 15 места, версия Арта Лунда — 33 места.
Песня «Crying in the Chapel» в версии (в исполнении) группы The Orioles входит в составленный Залом славы рок-н-ролла список 500 Songs That Shaped Rock and Roll.

## Версия Элвиса Пресли
Когда Элвис Пресли записывал в студии материал для своего альбома в стиле госпел His Hand in Mine, он 30 октября 1960 года записал и «Crying in the Chapel». Но в альбом песня включена не была. Увидела свет она почти 5 лет спустя, в апреле 1965 года как пасхальный сингл (каталоговый номер 447-0643).
В чарте Hot 100 «Билборда» версия Пресли достигла 3 места, а в чарте Easy Listening (предшественнике теперешнего чарта Hot Adult Contemporary Tracks) была на 1 месте 7 недель, став крупнейшим хитом Элвиса за 7 лет. В Великобритании сингл поднялся в том же 1965 году на 1 место и провёл там две недели. Позже он вошёл как бонусный трек в госпельный альбом Пресли 1967 года How Great Thou Art.
В 2015 году журналист мемфисской ежедневной газеты The Commercial Appeal Крис Херрингтон в своём списке 50 лучших песен Элвиса Пресли поставил песню «Crying in the Chapel» на 44-е место. А в 2016 году британская газета The Daily Telegraph включила песню «Crying in the Chapel» в свой список 20-ти основных песен Элвиса Пресли (англ. Elvis Presley: 20 essential songs).
Это единственная песня Элвиса Пресли, которую записал и издал Боб Марли (кавер-версия Боба Марли называлась немного по-другому — «Selassie is the Chapel»).